# Lipowiec (góra)
Lipowiec – szczyt w Górach Opawskich (cz. Zlatohorská vrchovina), w Sudetach Wschodnich o wysokości 369 m n.p.m. Najwyższe wzniesienie Masywu Lipowca. Znajduje się na obszarze Lasu Trzebińskiego. Należy do Korony Parku Krajobrazowego Góry Opawskie. Południowymi zboczami przebiega granica polsko-czeska. Na płd.-zach. stoku znajduje się nieczynny kamieniołom.